# Viera Klimková
Viera Klimková z d. Leskovjanská (ur. 11 sierpnia 1957 w Nowej Wsi Spiskiej) – słowacka biegaczka narciarska reprezentująca także Czechosłowację, zawodniczka klubu ČH Štrbské Pleso.

## Kariera
Viera Leskovjanská urodziła się w 1957 roku w kraju koszyckim. Pierwszy raz w reprezentacji Czechosłowacji wystąpiła 9 stycznia 1982 na otwarciu Pucharu Świata w biegach narciarskich 1981/82 w Klingenthal. W biegu na 10 km zajęła tam 18. miejsce, zdobywając tym samym pierwsze pucharowe punkty. Jedyny raz na podium zawodów tego cyklu stanęła 18 lutego 1985 roku w Novym Měscie, zajmując trzecie miejsce w biegu na 5 km. W zawodach tych wyprzedziły ją tylko Norweżka Anette Bøe i Anfisa Riezcowa z ZSRR. W klasyfikacji generalnej sezonu 1984/1985 zajęła ostatecznie 17. miejsce.
W 1984 roku wystąpiła igrzyskach olimpijskich w Sarajewie, gdzie w swoim jedynym starcie zajęła 24. miejsce w biegu na 20 km. Rok później uczestniczyła w mistrzostwach świata w Seefeld. Zajęła tam piąte miejsce w sztafecie, szóste miejsce w biegu na 5 km techniką klasyczną, dziewiąte w biegu na 10 km stylem dowolnym oraz dziesiąte na dystansie 20 km klasykiem. Brała też udział w igrzyskach olimpijskich w Calgary, gdzie była między innymi siódma w sztafecie i siedemnasta w biegu na 20 km.

## Osiągnięcia

### Igrzyska olimpijskie
| Miejsce | Dzień     | Rok  | Miejscowość | Konkurencja             | Czas biegu | Strata  | Zwyciężczyni               |
| ------- | --------- | ---- | ----------- | ----------------------- | ---------- | ------- | -------------------------- |
| 24.     | 18 lutego | 1984 | Sarajewo    | 20 km stylem klasycznym | 1:01:45,0  | +5:14,9 | Marja-Liisa Hämäläinen     |
| 35.     | 14 lutego | 1988 | Calgary     | 10 km stylem klasycznym | 30:08,3    | +3:14,7 | Vida Vencienė              |
| 22.     | 17 lutego | 1988 | Calgary     | 5 km stylem klasycznym  | 15:04,0    | +1:10,1 | Marjo Matikainen-Kallström |
| 7.      | 21 lutego | 1988 | Calgary     | Sztafeta 4 × 5 km       | 59:51,1    | +3:46,0 | ZSRR                       |
| 17.     | 25 lutego | 1988 | Calgary     | 20 km stylem dowolnym   | 55:33,6    | +3:28,9 | Tamara Tichonowa           |

### Mistrzostwa świata
| Miejsce | Dzień       | Rok  | Miejscowość      | Konkurencja             | Czas biegu | Strata  | Zwyciężczyni            |
| ------- | ----------- | ---- | ---------------- | ----------------------- | ---------- | ------- | ----------------------- |
| 9.      | 19 stycznia | 1985 | Seefeld in Tirol | 10 km stylem dowolnym   | 30:54,8    | ?       | Anette Bøe              |
| 6       | 21 stycznia | 1985 | Seefeld in Tirol | 5 km stylem klasycznym  | 15:14,8    | +21,9   | Anette Bøe              |
| 5.      | 23 stycznia | 1985 | Seefeld in Tirol | sztafeta 4 × 5 km       | 1:04:50,1  | +2:12,1 | ZSRR                    |
| 10.     | 26 stycznia | 1985 | Seefeld in Tirol | 20 km stylem klasycznym | 59:19,1    | ?       | Grete Ingeborg Nykkelmo |

### Puchar Świata

#### Miejsca w klasyfikacji generalnej
- sezon 1981/1982: 61.
- sezon 1982/1983: 49.
- sezon 1983/1984: 38.
- sezon 1984/1985: 17.
- sezon 1986/1987: 41.
- sezon 1987/1988: 39.

#### Miejsca na podium
| Nr | Dzień     | Rok  | Miejscowość | Konkurencja | Czas biegu | Strata | Miejsce | Zwyciężczyni |
| -- | --------- | ---- | ----------- | ----------- | ---------- | ------ | ------- | ------------ |
| 1. | 18 lutego | 1985 | Nové Město  | 5 km        | ?          | ?      | 3.      | Anette Bøe   |